# Брюховецкая, Лариса Ивановна
Лариса Ивановна Брюховецкая (укр. Лариса Іванівна Брюховецька; род. 7 января 1949, Заполье, Волынская область) — украинский кинокритик. Заслуженный работник культуры Украины (2005).

## Биография
В 1972 году окончила Киевский университет. В 1974—1982 годах работала научным редактором в отделе искусства Главной редакции Украинской советской энциклопедии, в 1982—1992 годах — журнала «Київ», в 1993—1995 годах — журнала «Вавилон—XXI» и газеты «Урядовий кур'єр». С 1995 года — главный редактор журнала «Кіно-Театр» и старшая заведующая кафедрой университета «Киево-Могилянская академия». С 1988 года — член Национального союза кинематографистов Украины.

## Личная жизнь
Жената на Вячеславе Степановиче Брюховецком.

## Награды
- 1994 — Премия имени Олеся Белецкого
- 2005 — Заслуженный работник культуры Украины
- 2009 — Городская премия «Киев» имени Ивана Миколайчука